# Daniel Kickert
Daniel Kickert, né le 29 mai 1983, à Melbourne, en Australie, est un joueur australien naturalisé néerlandais de basket-ball. Il évolue au poste de pivot.

## Palmarès
- Champion d'Ukraine 2013